# Werner von Trapp
Werner von Trapp (* 21. Dezember 1915, Zell am See, Österreich; † 11. Oktober 2007 in Waitsfield, Vermont) war der zweitälteste Sohn von Georg Ludwig von Trapp und Agathe Whitehead von Trapp. Gemeinsam mit seinen sechs Geschwistern, seinem Vater und seiner Stiefmutter Maria Augusta Trapp trat er in der singenden Trapp-Familie auf.

## Leben
Nach einem Musikstudium am Mozarteum in Salzburg (Cello) in den 1930er-Jahren lernte er auch Komposition und Arrangement. Im Familienchor der Trapp-Familie sang er Tenor. Die Trapp-Familie flüchtete 1938 nach dem Anschluss Österreichs in die Vereinigten Staaten und begann dort eine erfolgreiche Bühnenkarriere. Nach dem Rückzug der Familie von der Bühne gründete von Trapp in Reading, Pennsylvania die Community School of Music.
Werner von Trapp wurde ein eingebürgerter Amerikanischer Staatsbürger und kämpfte im Zweiten Weltkrieg unter anderem in der 10th Mountain Division für die U.S. Army in Italien. Danach wurde er ein Milchbauer in Waitsfield, Vermont.
Im Film Die Trapp-Familie (1956) bzw. Die Trapp-Familie in Amerika (1958) wurde er von Michael Ande dargestellt. Im Hollywood-Film Meine Lieder – meine Träume (The Sound of Music, 1965) wurde Werner von Trapp als Charakter Kurt von Duane Chase dargestellt.
Er lebte mit seiner Ehefrau, der Salzburger Agrartechnikerin  Erika von Trapp (16. Januar 1922 – 18. Januar 2018), einer Kindheitsfreundin seiner Schwester Martina, die er 1948 geheiratet hatte, 58 Jahre zusammen und war der Großvater von Sofia, Melanie, Amanda und Justin, der aktuellen Zusammensetzung der Trapp Family Singers, die zwischen 2001 und 2016 als The von Trapp Children und The von Trapps tingelten und oft mit Pink Martini zusammenarbeiteten.